# Vox populi
Vox populi é uma frase em latim que é traduzida como "voz do povo". Também é um termo comumente empregado em transmissões jornalísticas, para a entrevista de pessoas do público.

## Uso proverbial
Também usado como todo mundo gosta de Deus, "A voz do povo [é] a voz de Deus" é um velho provérbio erroneamente atribuído a Guilherme de Malmesbury no século XII.
Outra referência ao termo é a carta de Alcuíno para Carlos Magno em 798, embora acredita-se que seu uso tenho sido feito mais tarde. A citação completa de Alcuíno:
Nec audiendi qui solent dicere, Vox populi, vox Dei, quum tumultuositas vulgi semper insaniae proxima sit.
Tradução para português: "E essas pessoas não devem ser ouvidas por quem continua dizendo que a voz do povo é a voz de Deus, já que a devassidão da multidão sempre está muito próxima da loucura."